# J. 캐럴 내시

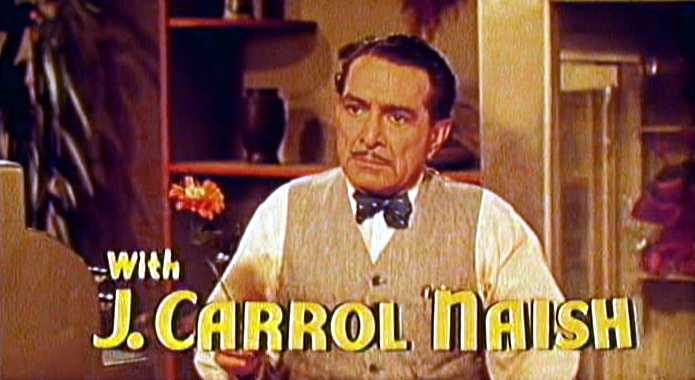

J. 캐럴 내시(영어: J. Carrol Naish, 1896년 1월 21일 ~ 1973년 1월 24일)는 미국의 배우이다.
뉴욕에서 태어났으며 라호이아에서 폐기종으로 사망하였다. 본명은 조지프 패트릭 캐럴 내시(Joseph Patrick Carrol Naish)이며, 성의 i는 묵음이다.

## 영화
- 엔터테인먼트 (1974년)
- 행드 맨 (1964년)
- 포스 오브 임펄스 (1961년)
- 디스 콜드 비 더 나이트 (1957년)
- 히트 더 덱 (1955년)
- 난폭한 토요일 (1955년)
- 밤의 충돌 (1952년)
- 토스트 오브 뉴 올린스 (1950년)
- 애니여 총을 잡아라 (1950년) - 치프 시팅 불 역
- 리오 그란데 (1950년)
- 댓 미드나잇 키스 (1949년)
- 캐나다 평원 (1949년)
- 키싱 밴디트 (1948년)
- 잔 다르크 (1948년)
- 도망자 (1947년)
- 유머레스크 (1946년)
- 스타 인 더 나잇 (1945년)
- 남쪽 사람 (1945년)
- 베니를 위한 훈장 (1945년)
- 드래곤 씨드 (1944년)
- 프랑켄슈타인의 집 (1944년)
- 아르센 뤼팽 등장 (1944년)
- 배트맨 (1943년)
- 사하라 전차대 (1943년)
- 닥터 브로드웨이 (1942년)
- 운명의 향연 (1942년)
- 댓 나잇 인 리오 (1941년)
- 혈과 사 (1941년)
- 블루스의 탄생 (1941년)
- 다운 아젠틴 웨이 (1940년)
- 보 게스티 (1939년)
- 찰리 챈 앳 더 서커스 (1936년)
- 라모나 (1936년)
- 차지 오브 더 라이트 브리게이드 (1936년)
- 로빈 훗 - 엘도라도 (1936년)
- 안소니 에드버즈 (1936년)
- 십자군 (1935년)
- 리틀 빅 샷 (1935년)
- 리브 오브 어 벵골 랜서 (1935년)
- 캡틴 블러드 (1935년)
- 엘머, 더 그레이트 (1933년) - 제리 역
- 투 세컨드 (1932년) - 토니 역
- 빅 시티 블루스 (1932년)
- 더 키드 프럼 스페인 (1932년)
- 타이거 샤크 (1932년)
- 투나잇 오어 네버 (1931년) - 라디오 아나운서 역